# Khalifa Sankaré
Khalifa Sankaré est un joueur de football sénégalais né le 15 août 1984 à Dakar. Son poste de prédilection est défenseur.
À l'issue de la saison 2011-2012, il compte à son actif 9 matchs en 1re division belge et 53 matchs en 1re division grecque.

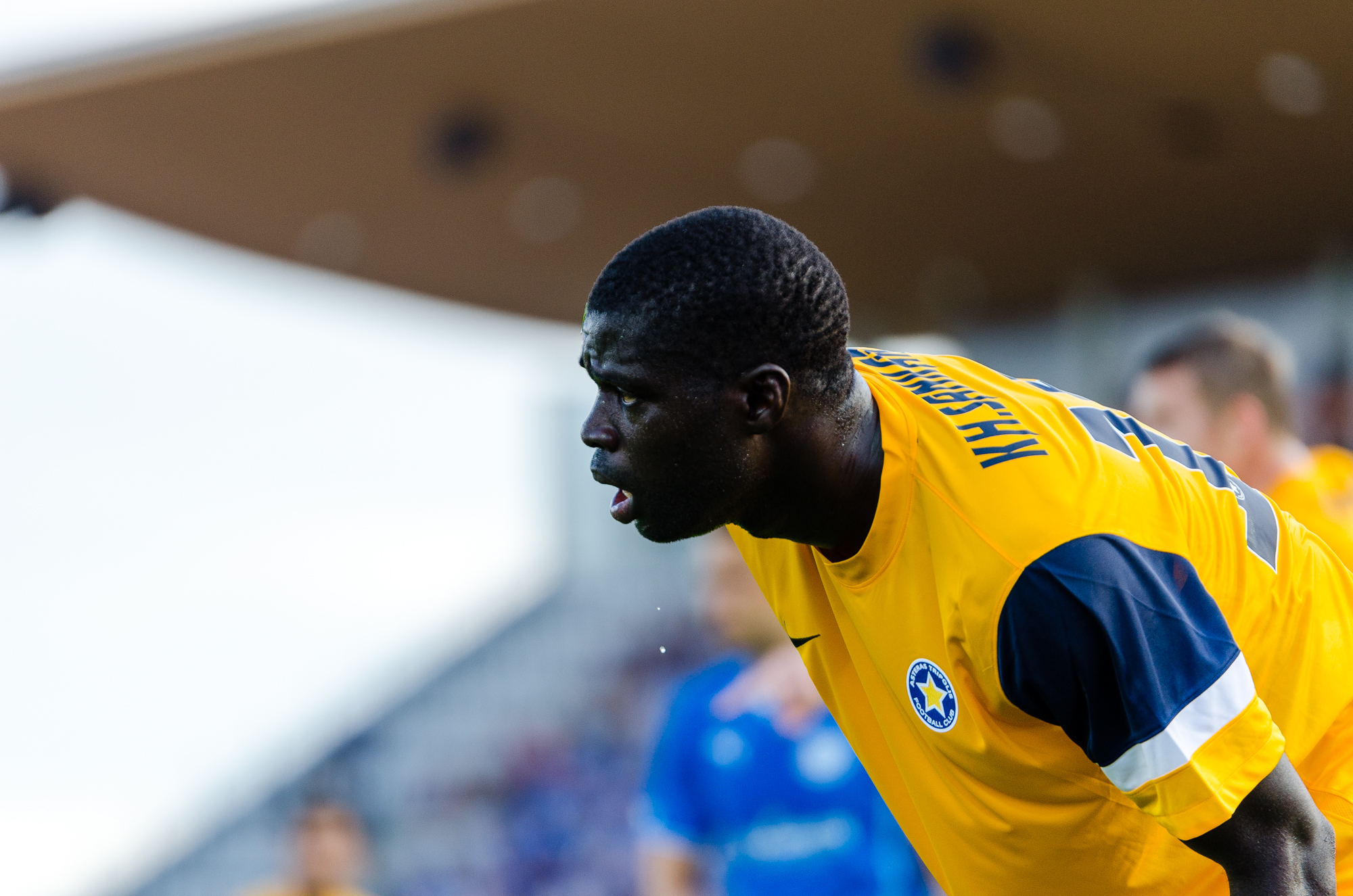
Khalifa Sankare in RoPS - Asteras Tripolis match on 17th of July 2014.

## Clubs
- 2001-2003 : AS Douanes
- 2003-2007 : US Boulogne
- 2007-2008 : SV Zulte Waregem
- 2008-2009 : KV Ostende
- 2009-2010 : RAEC Mons
- 2010-2011 : Olympiakos Volos
- 2011-2012 : Aris Salonique
- Depuis 2012 : Asteras Tripolis